# Terremoto de Guatemala de 1976
El terremoto de Guatemala de 1976 fue un sismo de magnitud 7.5 que sacudió a Guatemala el miércoles 4 de febrero de 1976 a las 03:01:43 hora local (09:01:43 UTC). Tuvo una profundidad de 5 kilómetros, cerca de la ciudad de Los Amates, en el departamento de Izabal, a 160 kilómetros al noreste de la capital Ciudad de Guatemala; en solo 39 segundos un tercio de la capital quedó reducido a escombros y miles de edificios colapsaron; el terremoto se sintió también en Belice, El Salvador, Honduras y México, hasta donde se sintieron sus ondas telúricas en la Ciudad de México. También se registró un gran número de réplicas, siendo las más fuertes las de 5,8, 5,7 y 5,2 grados.
Los efectos del terremoto fueron devastadores: aproximadamente veintitrés mil personas fallecieron, setenta y seis mil resultaron heridos y hubo más de un millón de damnificados.
El terremoto se produjo durante la noche cuando la mayoría de la población se encontraba durmiendo dentro de sus casas. Esto ha contribuido al elevado número de víctimas y sucedió en plena guerra civil que abatió al país entre 1960 y 1996. El sismo también ocasionó daños al patrimonio cultural de la nación.

## Datos sísmicos
El epicentro del sismo fue localizado cerca de la ciudad de Los Amates, en la parte oriental de la Falla de Motagua, una falla transformante que forma la frontera tectónica entre la placa Norteamericana y la placa del Caribe. El sismo principal duró 39 segundos, y causó una ruptura visible sobre 230 km a lo largo de la falla de Motagua, desde Puerto Barrios en el oriente, hasta Chimaltenango en el occidente. La longitud de la falla inferida -basada en la registración de réplicas- se estimó en 300 km. En diferentes partes de la falla se crearon aceleraciones muy altas. El promedio del desplazamiento horizontal a lo largo de la falla de Motagua fue de 100 cm, con un desplazamiento máximo de 326 cm.
El sismo principal causó la activación de zonas de fallas secundarias, incluyendo la falla de Mixco situada en una zona densamente poblada al noroeste de la Ciudad de Guatemala.
La intensidad máxima del sismo (MM IX) se observó en algunos sectores de la ciudad de Guatemala, la zona de Mixco y en Gualán. Una intensidad sísmica de MM VI fue observado en un área total de 33.000 km². Hubo licuefacción y borbotones de arena en varios lugares con alta intensidad sísmica.  Se calcula que este terremoto tuvo una intensidad 90 veces mayor que la del terremoto que destruyó la ciudad de Managua en Nicaragua en 1972.

### Réplicas del terremoto
El 6 de febrero ocurrió la mayor réplica, la cual terminó de arrastrar lo que había quedado arruinado por el primer sismo; Varias réplicas fuertes, que van desde 5,2 hasta 5,8 MW causaron víctimas adicionales y obstaculizaron los esfuerzos de socorro.
| Fecha        | Hora       | Coordenadas                   | Ubicación                                           | Profund. | Magnitud |
| 04 feb. 1976 | 09.30.28.3 | 14°42′N 90°36′O / 14.7, -90.6 | 7 km NNE de Mixco                                   | 5 km     | 5.8 Mw   |
| 06 feb. 1976 | 04.11.03.3 | 14°36′N 91°06′O / 14.6, -91.1 | 6 km SSE de San Lucas Tolimán                       | 5 km     | 4.8 Mw   |
| 06 feb. 1976 | 18.11.59.2 | 14°18′N 90°12′O / 14.3, -90.2 | 11 km ENE de Cuilapa                                | 5 km     | 5.2 Mw   |
| 06 feb. 1976 | 18.19.17.7 | 14°42′N 90°36′O / 14.7, -90.6 | 5 km ENE de San Pedro Sacatepéquez                  | 5 km     | 5.8 Mw   |
| 08 feb. 1976 | 08.13.51.9 | 15°42′N 88°30′O / 15.7, -88.5 | 13 km SE de Puerto Barrios                          | 5 km     | 5.7 Mw   |
| 09 feb. 1976 | 11.44.46.7 | 15°18′N 89°06′O / 15.3, -89.1 | 30 km OSO de Morales                                | 5 km     | 5.1 Mw   |
| 10 feb. 1976 | 06.17.43.0 | 15°00′N 89°42′O / 15.0, -89.7 | 18 km ONO de Zacapa                                 | 5 km     | 4.7 Mw   |
| 07 mar. 1976 | 02.54.05.4 | 14°54′N 90°54′O / 14.9, -90.9 | 14.5 km SO de Joyabaj                               | 5 km     | 4.8 Mw   |
| 07 Mar. 1976 | 03.15.40.3 | 14°42′N 90°30′O / 14.7, -90.5 | Chinautla (9 km al norte de la Ciudad de Guatemala) | 5 km     | 4.9 Mw   |

Oficialmente, dejó de haber sismos relacionados con el terremoto hasta el 22 de mayo de 1976; se habían producido hasta entonces aproximadamente dos mil quinientos sismos, muchos de ellos impercetibles para las personas.

## Víctimas y daños
La zona más afectada cubría alrededor de 30.000 km², con una población de 2,5 millones de personas. Cerca de veintitrés mil personas fallecieron y setenta y siete mil resultaron gravemente heridas. 258,000 casas fueron destruidas, dejando a cerca de 1,2 millones de personas sin hogar. 40 % de la infraestructura hospitalaria nacional fue destruida, mientras que otros centros de salud también sufrieron daños sustanciales.  Aparecieron grietas en el suelo en muchos lugares del país, y algunas llegaron a medir hasta un metro de ancho; también la cima de algunos cerros se agrietó y luego los cerros se desmoronaron, soterrando pueblos enteros y carreteras.
Treinta y seis horas después del terremoto, los sobrevivientes vivían en albergues temporales improvisados en las calles y no tenían  alimentos, ni agua potable ni dinero.  
Las réplicas también provocaron víctimas mortales cuando a éstas les cayeron paredes de casas en ruinas sobre los albergues que habían instalado en las aceras junto a las paredes inestables; los sobrevivientes optaron entonces por mover sus albergues al centro de las calles.
El riesgo de una epidemia de fiebre tifoidea se logró evitar porque cuando se suspendió el servicio de agua potable, el gobierno emitió boletines radiales de información sobre como prevenir enfermedades derivadas del consumo de agua sin tratamiento.  Tampoco hubo un incremento en problemas psicosomáticos entre los sobrevivientes, a pesar de la experiencia traumática que padecieron. Los problemas que sí se dieron fueron: diarrea, problemas pulmonares y oculares, estos últimos por la cantidad de polvo que se levantó de los escombros y por las réplicas.
El pillaje también se desató, y ante la falta de elementos de seguridad por las labores de ayuda se organizaron patrullas civiles para evitarlo; los miembros de las patrullas eran vecinos voluntarios que estaban armados como podían y no llevaban a los capturados a las autoridades sino que ellos mismos se encargaban de escarmentarlos.
Innumerables derrumbes en los taludes de relleno y en los taludes de corte en las carreteras dejaron numerosas comunidades incomunicadas, especialmente en la carretera al Atlántico —paralela a la línea del Ferrocarril del Norte de Guatemala—, la carretera entre San Lucas Sacatepéquez y Antigua Guatemala y la carretera CA-I entre Patzún y Panajachel.

### Áreas afectadas
A medida que se recuperaban los cuerpos la magnitud del desastre quedaba al descubierto; las autoridades organizaron la excavación de tumbas colectivas, la cantidad de muertos era tan grande que no tuvieron alternativa. Muchos puentes, torres de alta tensión, postes de luz y de teléfonos y carreteras colapsaron o se destruyeron. Los rieles de las líneas de los ferrocarriles se retorcieron como culebras. Varios departamentos del país fueron afectados por el sismo: Chimaltenango, Chiquimula, El Progreso, Guatemala, Huehuetenango, Izabal, Sacatepéquez y Sololá al igual que muchos pueblos y ciudades; las instalaciones portuarias de Puerto Barrios, cabecera del departamento de Izabal, quedaron destruidas por el terremoto.

#### Chimaltenango
El departamento de Chimaltenango fue el más afectado por el movimiento telúrico. Registró casi catorce mil muertos y muchos pueblos como San Martín Jilotepeque quedaron totalmente en ruinas; de hecho, en San Martín Jilotepeque únicamente sobrevivió la fuente colonial de la plaza central de la localidad.
La Carretera CA-I —antigua carretera Interamericana— sufrió severos daños entre Patzicía, Patzún, Godínez y Panajachel; las reparaciones de esta carretera estuvieron a cargo de la Secretaría de Obras Públicas de México que envió más de doscientos hombres en destacamentos autosuficientes —es decir, con sus propios campamentos, maquinaria y provisiones.  En el punto intermedio entre Godínez y Patzún, en el lugar conocido como Los Chocoyos, hubo un derrumbe de tal magnitud que sepultó a varias casas con todo y sus habitantes.
en Santa Apolonia hubo más de 600 muertos en el casco urbano y rural, en Lavega, una aldea entre Santa Apolonia y san José Poaquil, hubo deslaves de cumbres que se encontraban en aquella carretera, enterrando así más de 20 hogares, varias familias fueron a refugiarse en la municipalidad por unos días en lo que todo se calmara, Doña Olivia es una señora ya grande que presencio todo junto a sus hijos y que gracias a ella pudimos saber ms datos exactos de aquel trágico día

#### Departamento de Guatemala
La Ciudad de Guatemala y sus alrededores sufrieron los peores daños, a pesar de estar lejos del epicentro del temblor; ciudades como Mixco y Villa Nueva y la periferia de la ciudad quedó más destruida que el centro debido a que las casas estaban hechas de adobe, el Palacio Nacional y la vecina Casa Presidencial no sufrieron mayores daños. Los templos católicos de la Catedral Metropolitana,-que sufrió daños en sus torres las cuales se habían vuelto a reconstruir tras haber sido destruidas por los terremotos de 1917 y 1918, los cuales también hicieron colapsar la cúpula elíptica que tenía en ese entonces-, la Iglesia la Recolección y la Ermita del Carmen en el cerro del mismo nombre sufrieron daños considerables.
La Ciudad de Guatemala era un caos, miles de personas estaban sepultadas entre los escombros, muchas muertas o heridas de gravedad; se improvisaron albergues con sábanas y con mantas y se dormía en el suelo, mientras que los centros de salud se quedaron pronto sin medicinas de primeros auxilios y sin alimentos.  El sismo cortó el agua potable y los abastecimientos rápidamente se agotaron pues tanto las tiendas de abarrotes como las panaderías permanecieron cerradas, obligando a los sobrevivientes a hacer largas colas para obtener alimentos, los cuales eran repartidos por elementos del ejército.  Los damnificados tuvieron que permanecer en las calles ya que hasta los hospitales dejaron afuera a sus pacientes, pues los edificios estaban en malas condiciones y se percibía el olor nauseabundo que provenía de desagües rotos o a flor de tierra y de cuerpos soterrados que empezaban a descomponerse.  El hospital para niños especiales quedó destruido y se improvisaron albergues temporales con sábanas en las calles aledañas; los padres tuvieron que llegar a hacerse cargo del albergue de sus hijos. Por su parte, en la décima calle de la zona 1 —Centro Histórico de la Ciudad de Guatemala—se reportó que había grietas y casas derribadas, igual que en la 18 calle de la misma zona, mientras que en el barrio de Jocotales las casas se derrumbaron casi en su totalidad
En San Juan Sacatepéquez, la municipalidad se derrumbó parcialmente.
La estación de policía de Mixco quedó inhabitable pero continuó operando; los agentes de la policía en las primeras horas que siguieron al terremoto encontraron ciento cincuenta muertos y doscientos heridos. Ante la gravedad de la situación y que la estructura del recinto estaba colapsada, el juez de la localidad autorizó a que los detenidos fueran liberados por tratarse de faltas leves.
La carretera al Atlántico sufrió daños principalmente entre el kilómetro cero en el palacio Nacional y el kilómetro 80 -en El Rancho  A las dos semanas y media el Ministerio de Comunicaciones ya había construido una vía de acceso para las comunidades que habían quedado incomunicadas..  La vía no fue abierta al tráfico comercial al inicio porque todavía era muy peligrosa, pero Sanarate, Guastatoya y los poblados intermedios con la ciudad de Guatemala ya tenían una vía de acceso emergente.

#### Sacatepéquez
En Antigua Guatemala, Sacatepéquez, varias casas y edificios coloniales resistieron el terremoto por tener paredes de más de un metro de espesor; el Palacio de los Capitanes Generales —que había sido reconstruido a finales de la década de 1880— resistió el temblor con algunos daños y únicamente hubo que demoler el muro de la fachada oriental.
La carretera entre San Lucas Sacatepéquez y Antigua Guatemala también resultó seriamente dañada y tenía una vía de comunicación emergente a las dos semanas.

### Daños al patrimonio cultural
El sismo también causó daños al patrimonio cultural nacional con la destrucción total o parcial de varias iglesias coloniales y varios edificios históricos así como ruinas precolombinas. Las ruinas de Mixco Viejo, en el departamento de Chimaltenango, sufrieron enormes daños y algunas estelas mayas de Quiriguá, en el departamento de Izabal, cerca de Los Amates, se cayeron. Aparte de los daños que sufrieron los templos coloniales de la capital del país también hubo daños en las iglesias de otras partes del país. En Antigua Guatemala hubo destrozos en la Catedral de San José, los palacios del Ayuntamiento y de los Capitanes Generales, las iglesias del Carmen, La Compañía (que entonces albergaba un mercado), San Francisco y San Sebastián, así como casas de valor arquitectónico; en el que se aprecian los daños de la Iglesia de San Sebastián así como imágenes de santos que fueron sacadas al atrio de la Iglesia La Merced. Por cierto, que la Iglesia de La Merced resistió los embates telúricos sin mayores daños; pero, por otra parte, según la Conferencia Episcopal hubo veintiocho iglesias con daños de consideración. En la capital, bibliotecas y colecciones muy importantes quedaron dañadas, entre ellas las de la Sociedad de Geografía e Historia de Guatemala y la Hemeroteca del Archivo Nacional ubicada en el edificio de la Biblioteca Nacional de Guatemala.
El sismo también impactó el trabajo artesanal, pues la mayoría de artesanos perdieron materias primas, instrumentos de trabajo, productos terminados y hornos destruyéndose objetos valiosos y pintorescos, expresivos de la cultura indígena y colonial, por lo que los productores artesanales enfrentaron temporalmente el impacto económico causado por el desastre.

### Daños al sector educacional
El sismo también afectó parcialmente o dañó gravemente mil doscientas quince escuelas públicas y privadas por lo que el Ministerio de Educación Pública ordenó, mediante comunicado, recomenzar las clases el 15 de marzo, ocasionando un retraso de mes y medio. Esto implicó costos al sistema educativo y la reconstrucción de estos colegios costó 42 millones de quetzales. En la educación superior los daños a las instalaciones, tanto de la estatal Universidad de San Carlos y de las universidades privadas como la Francisco Marroquín y la Rafael Landívar no fueron tan importantes por lo que fueron reparados.

## Reconstrucción
Debido a que la mayoría de los puentes y caminos principales que conducían a la Ciudad de Guatemala estaban destruidos, muy dañados o bloqueados por los derrumbes los equipos de rescate debieron de esforzarse para abrirse paso; la ayuda llegó de los países vecinos de Centroamérica y otras partes del mundo, el gobierno de los Estados Unidos intervino inmediatamente y donó 4 millones de dólares.
En el Reino Unido el Comité de Emergencias para Desastres también respaldó los esfuerzos internacionales para ayudar a la ciudad devastada, coordinó el accionar de varias agencias de ayuda humanitaria y recaudó las donaciones enviadas por personas solidarias. En 6 días se recaudaron otros 15 millones de dólares gracias a las contribuciones voluntarias en todo Estados Unidos, mientras tanto se envió al personal militar estadounidense de la Zona del Canal de Panamá para ayudar a las tropas guatemaltecas a hacer respetar la ley y controlar a los saqueadores. Los helicópteros del ejército estadounidense transportaron suministros vitales como alimentos y medicamentos a los pueblos de las afueras de la capital aislados del resto del país por los terribles daños ocasionados por el terremoto.
Debido a que todos los hospitales de la capital estaban colapsados por la enorme cantidad de heridos que llegaban sin cesar el Ejército de Estados Unidos también montó un hospital de campaña en Chimaltenango a unos 56 kilómetros al oeste de la Ciudad de Guatemala, sobre la Carretera Panamericana. A pesar de que los esmerados equipos médicos trabajaron sin descanso les resultaba muy difícil atender el interminable flujo de víctimas del terremoto, muchos de ellos bebés y niños. Debido a que muchas personas de todas las edades quedaron atrapadas debajo de los escombros cuando ocurrió el sismo la mayoría sufrió heridas graves como fracturas de pelvis y de espalda. El Presidente de la República, general Kjell Eugenio Laugerud García, recorrió el país en helicóptero acompañado por los embajadores acreditados en el país.
Apenas tres semanas luego del terremoto las panaderías estaban funcionando nuevamente; aunque la infraestructura de dieciséis a diecisiete departamentos quedaron destruidos pero no incomunicados pues los servicios de correo al extranjero se normalizaron al día siguiente del terremoto, y la distribución local no fue afectada en sus rutas, pero sí en sus destinatarios, con muchos mensajes que no se pudieron distribuir porque la persona había fallecido o porque la casa se había derrumbado.  Los carteros trabajaron incluso el mismo día del terremoto y posteriormente tuvieron que distribuir la correspondencia del Comité Nacional de Emergencia, que representaba un considerable aumento en su carga normal.

## Impacto en el turismo
En los días posteriores al terremoto muchos turistas regresaron a sus países de origen y hubo numerosos vuelos cancelados de quienes tenían planeado visitar Guatemala; pero esta situación cambió en las semanas siguientes al punto que ya para la Semana Santa se había normalizado el flujo de turistas.

## Galería de imágenes

Daños provocados por el terremoto
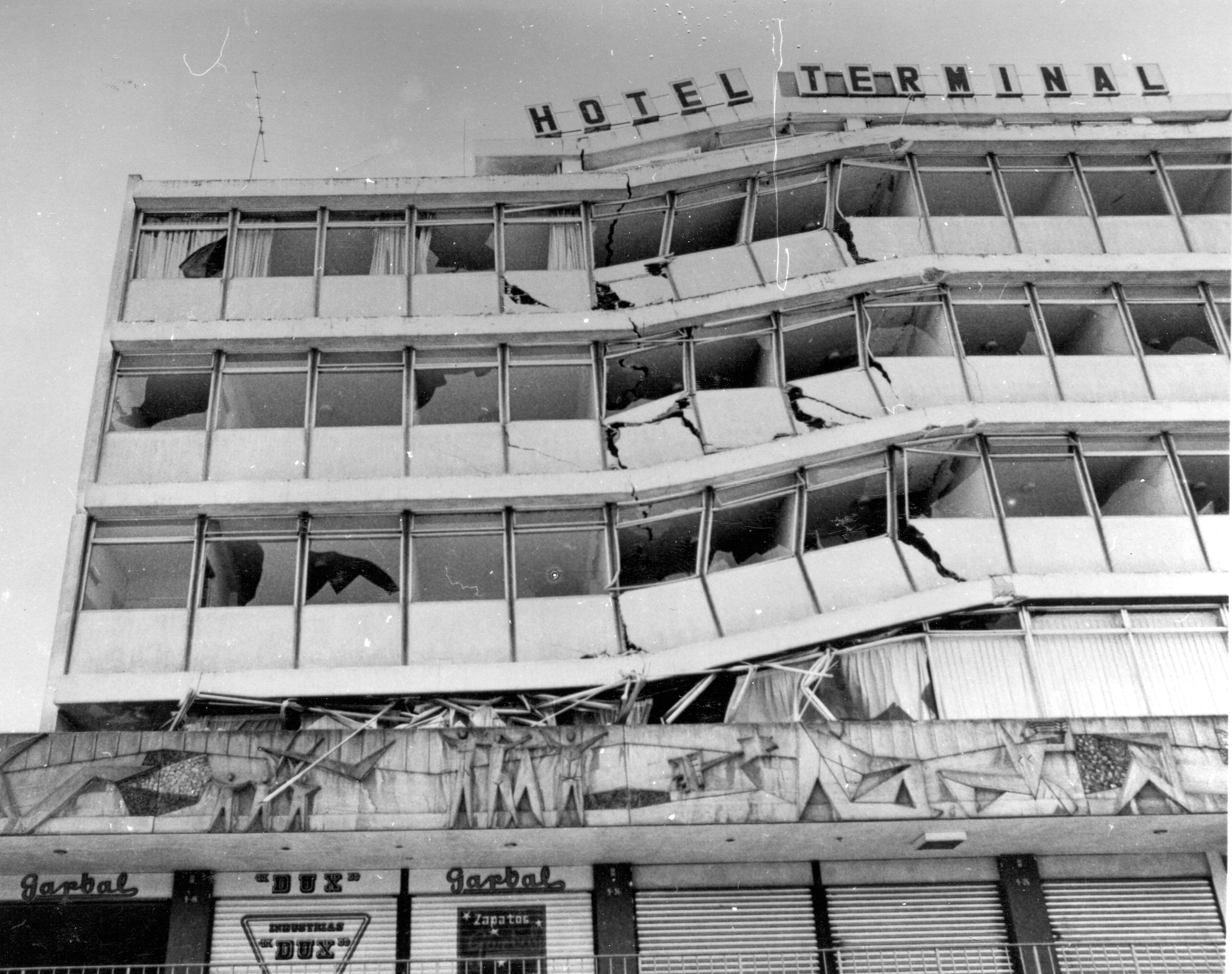
Hotel Terminal de la Ciudad de Guatemala
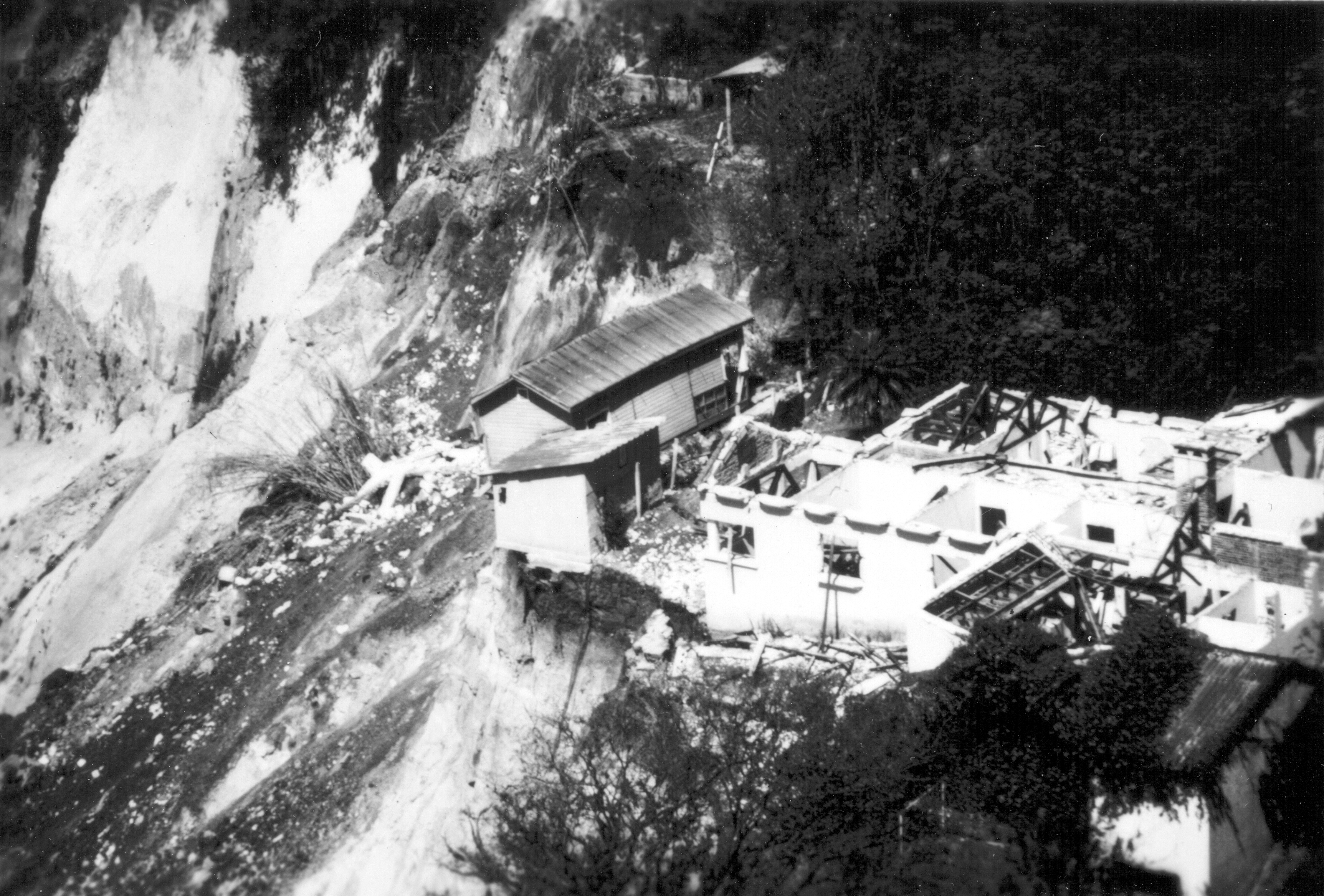
Derrumbe en la zona 2 de la ciudad
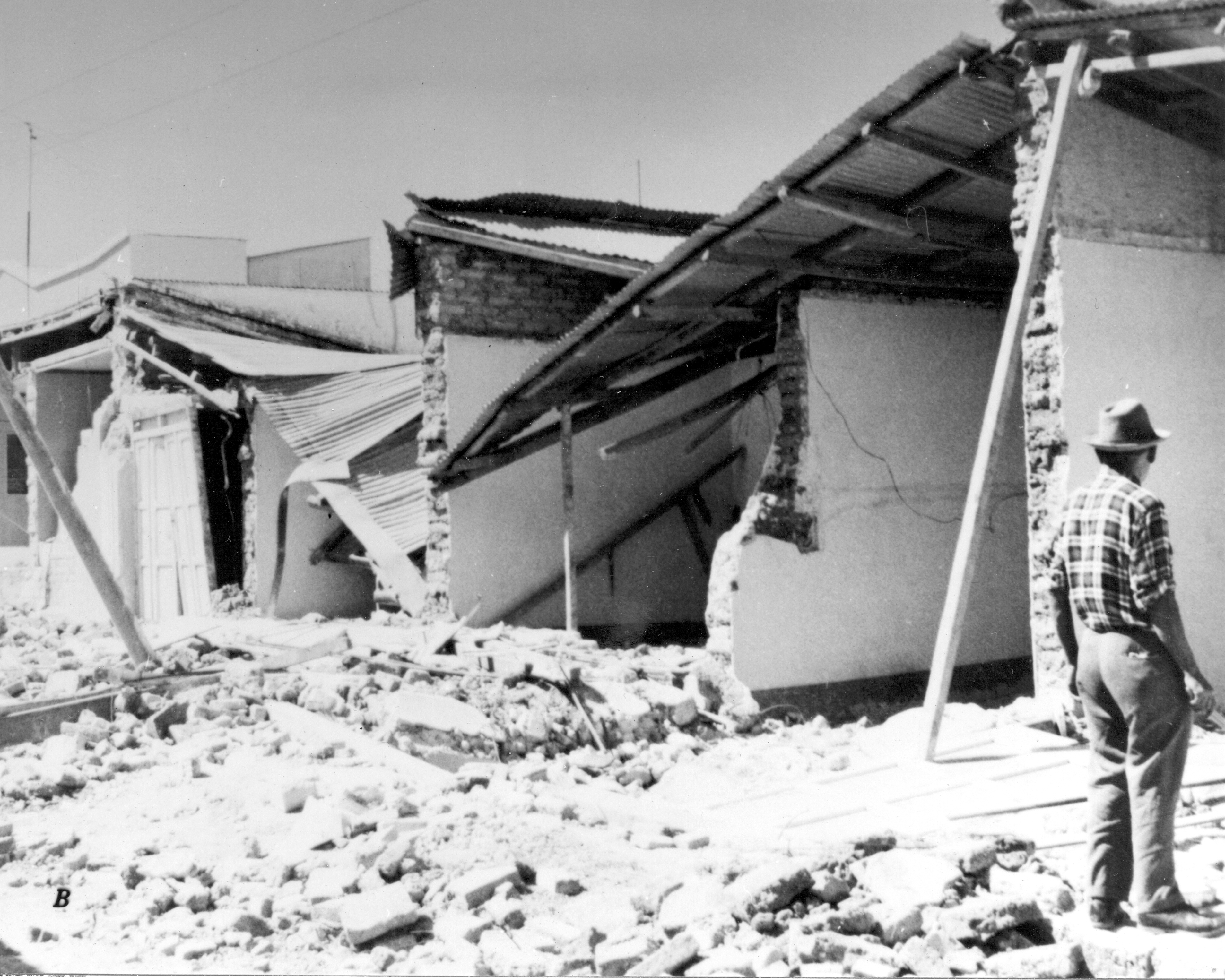
Barrio del centro de la ciudad
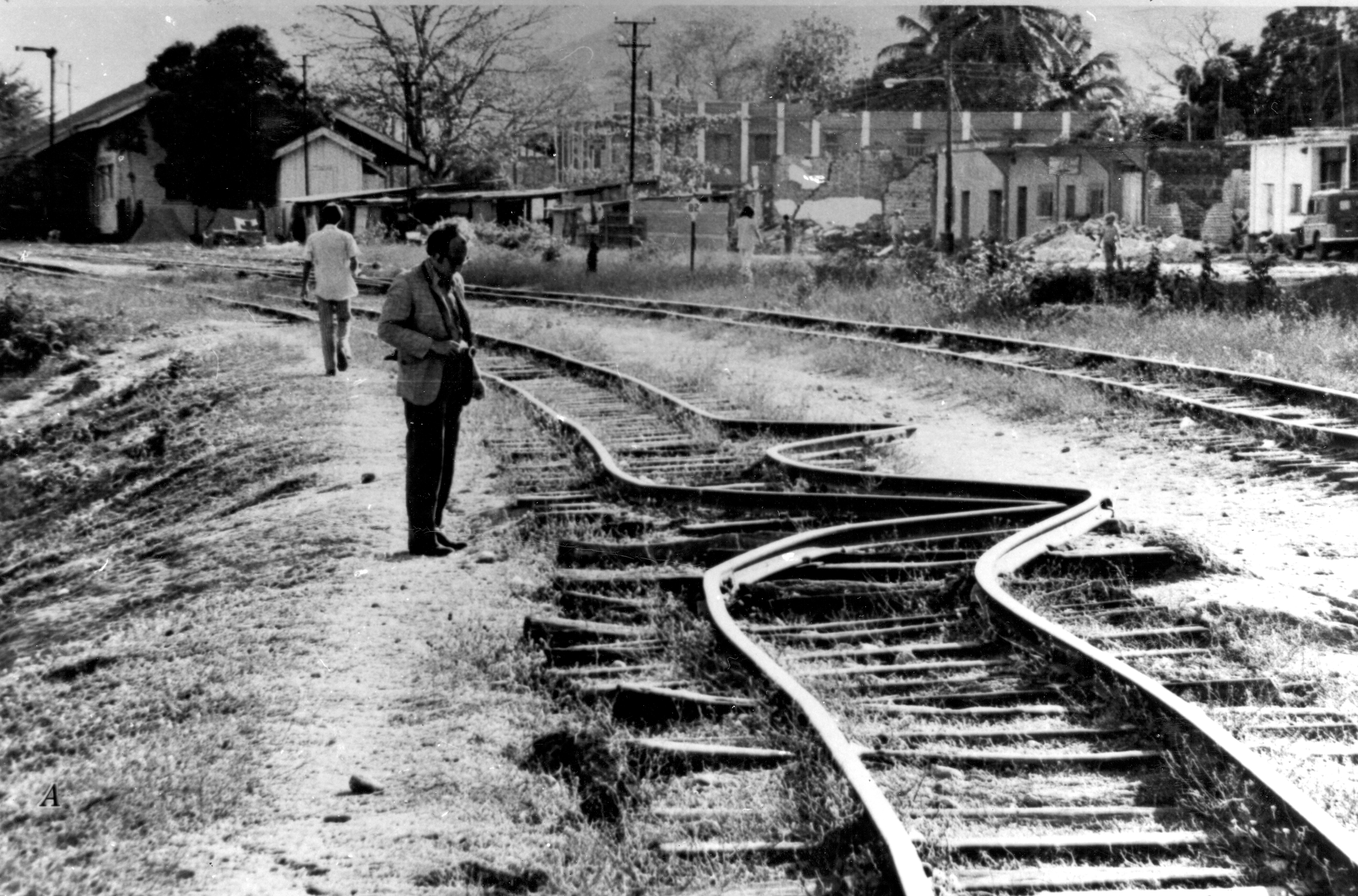
Rieles deformados en Gualán
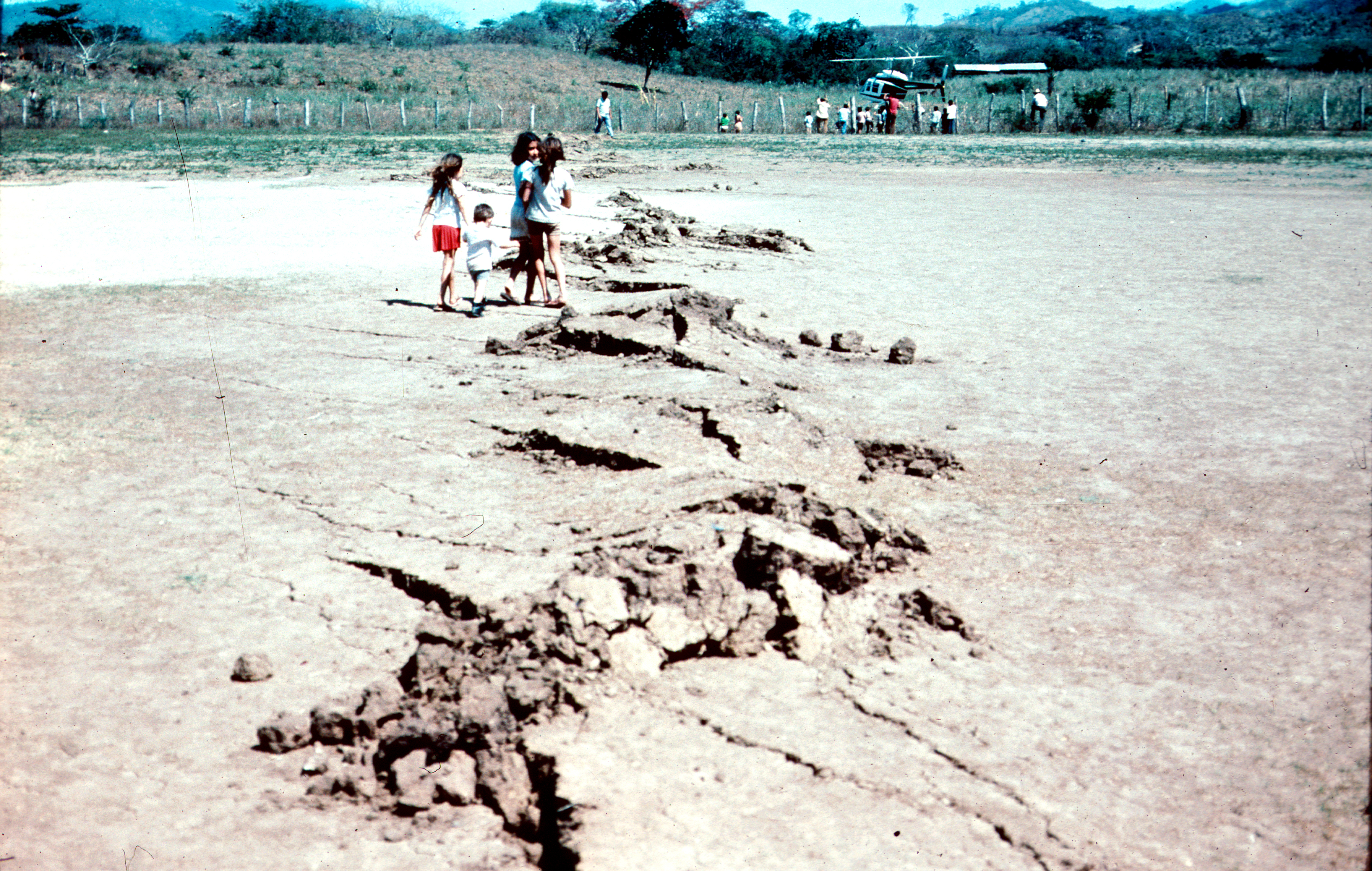
Falla del Motagua en Gualán, Zacapa
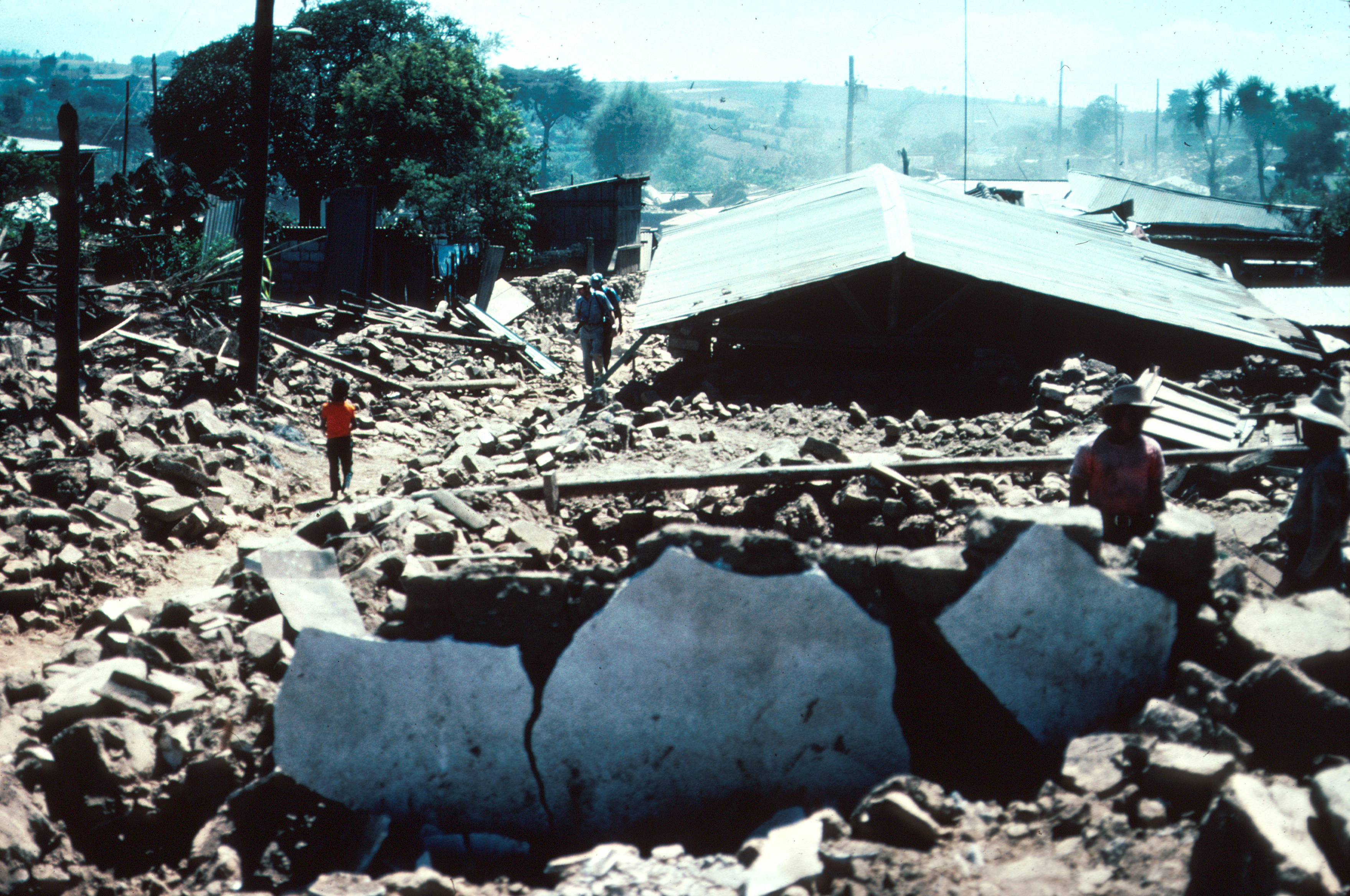
Patzicía, Chimaltenango, destrozada
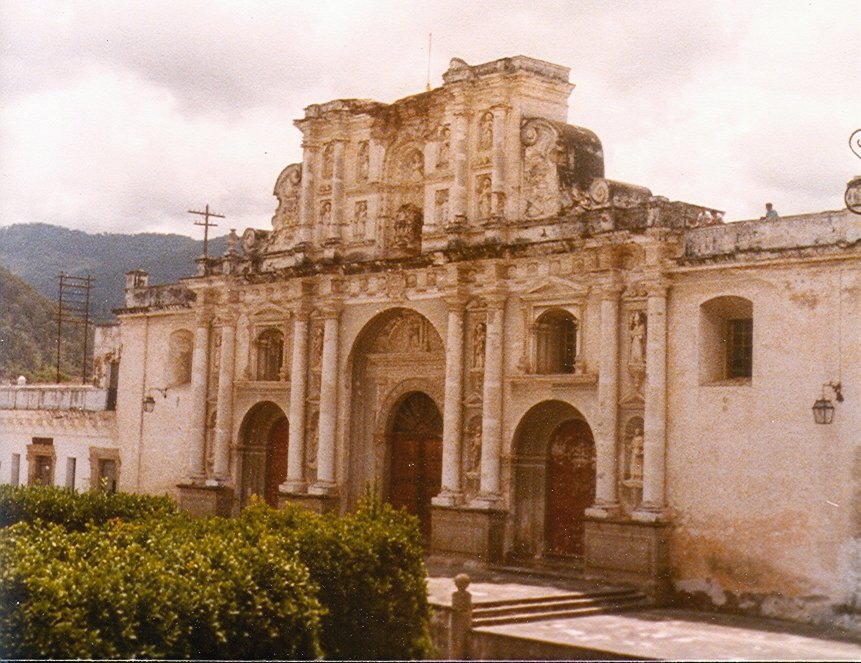
Fachada dañada de la Catedral de Antigua Guatemala
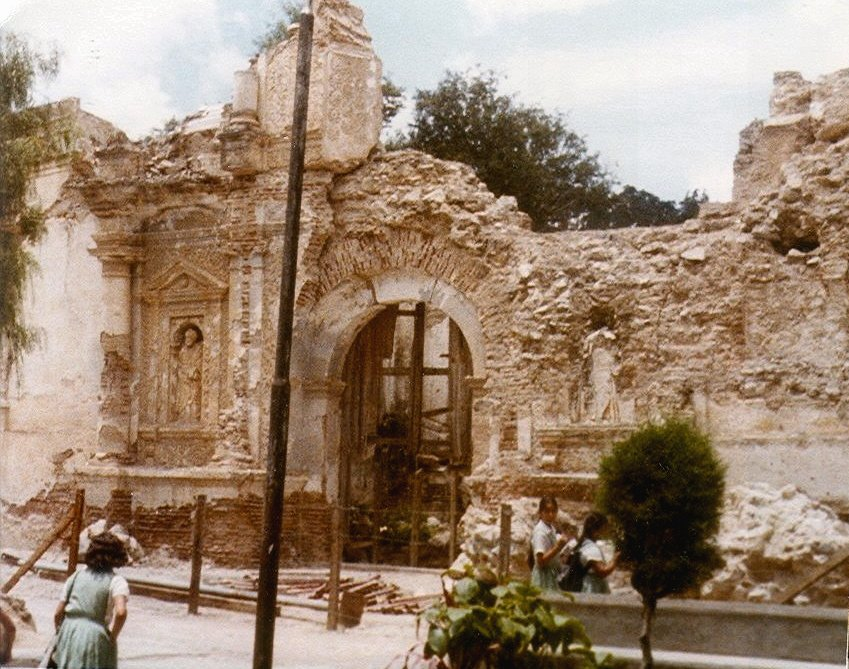
Fachada de la Iglesia de San Sebastián de Antigua destruida casi por completo

### Videos de los efectos del terremoto
- AP (7 de febrero de 1976). «Synd 7 2 76 aftermath of earthquake in Guatemala». YouTube. Guatemala. Consultado el 4 de febrero de 2016.
- AP (28 de febrero de 1976). «Synd 28 2 76 aftermath of earthquake in Guatemala». YouTube. Guatemala. Consultado el 4 de febrero de 2016.
- Pérez Verduzco, Gullermo (21 de febrero de 1976). «Terremoto en Guatemala» (noticiero). Televisa (1). México. Consultado el 4 de febrero de 2016.
- — (22 de febrero de 1976). «Terremoto en Guatemala» (noticiero). Televisa (2). México. Consultado el 4 de febrero de 2016.
- — (23 de febrero de 1976). «Terremoto en Guatemala» (noticiero). Televisa (3). México. Consultado el 4 de febrero de 2016.
- — (25 de febrero de 1976). «Terremoto en Guatemala» (noticiero). Televisa (5). México. Consultado el 4 de febrero de 2016.
- — (26 de febrero de 1976). «Terremoto en Guatemala» (noticiero). Televisa (6). México. Consultado el 4 de febrero de 2016.
- — (27 de febrero de 1976). «Terremoto en Guatemala» (noticiero). Televisa (7). México. Consultado el 4 de febrero de 2016.
- — (28 de febrero de 1976). «Terremoto en Guatemala» (noticiero). Televisa (8). México. Consultado el 4 de febrero de 2016.
- Prensa Libre (4 de febrero de 2016). «El terremoto de 1976 en video». Prensa Libre (Guatemala). Archivado desde el original el 4 de febrero de 2016. Consultado el 4 de febrero de 2016.

- Datos: Q1847006
- Multimedia: 1976 Guatemala earthquake / Q1847006